# Atletica leggera ai Giochi della XX Olimpiade - 200 metri piani femminili

Video della Finale

I 200 metri piani hanno fatto parte del programma femminile di atletica leggera ai Giochi della XX Olimpiade. La competizione si è svolta nei giorni 4-7 settembre 1972 allo Stadio olimpico di Monaco.

## Presenze ed assenze delle campionesse in carica
| Competizione      | Atleta          | Prestazione | Monaco 1972 |
| ----------------- | --------------- | ----------- | ----------- |
| Olimpiadi 1968    | Irena Szewińska | 22”58       | Presente    |
| Commonwealth 1970 | Raelene Boyle   | 22”75 v     | Presente    |
| Asiatici 1970     | Keiko Yamada    | 25”0        | Non qual.   |
| Panamericani 1971 | Stephanie Berto | 23”57 =     | Assente     |
| Europei 1971      | Renate Stecher  | 22”7        | Presente    |

La vincitrice dei Trials USA è Jacqueline Thompson con 23”4.

## La gara
La prima semifinale è vinta dalla tedesca est Ellen Stropahl in 22"90. Viene eliminata la vincitrice dei Trials Jacqueline Thompson. Nella seconda prevale la connazionale Renate Stecher con 22"83. Viene eliminata l'altra americana Barbara Ferrell.

In finale Renate Stecher, che ha vinto di potenza i 100 metri, è la favorita. La tedesca est deve concedere la rivincita alla medaglia d'argento, l'australiana Raelene Boyle. La Boyle aveva disputato i 200 metri anche a Città del Messico, dove aveva raccolto l'argento.

Le due atlete disputano una gara formidabile, entrambe vanno sotto il record del mondo. La Stecher prevale ancora, di soli 5 centesimi. Per la Boyle è il terzo argento olimpico.

## Risultati

### Turni eliminatori
| 6 Batterie         | 4 settembre | 37 partecipanti | Si qualificano le prime 5 + i 2 migliori tempi. |
| 4 Quarti di finale | 4 settembre | 8 + 8 + 8 + 8   | Si qualificano le prime 4.                      |
| 2 Semifinali       | 7 settembre | 8 + 8           | Si qualificano le prime 4.                      |
| Finale             | 7 settembre | 8 concorrenti   |                                                 |

### Batterie
| Pos. | Atleta              | Nazione       | Tempo | Nota |
| ---- | ------------------- | ------------- | ----- | ---- |
| 1    | Alice Annum         | Ghana         | 23"15 | Q    |
| 2    | Barbara Ferrell     | Stati Uniti   | 23"38 | Q    |
| 3    | Rosie Allwood       | Giamaica      | 23"56 | Q    |
| 4    | Donna Murray        | Gran Bretagna | 23"76 | Q    |
| 5    | Juana Mosquera      | Colombia      | 24"20 | Q    |
| 6    | Carolina Rieuwpassa | Indonesia     | 24"68 | q    |

| Pos. | Atleta                | Nazione          | Tempo | Nota |
| ---- | --------------------- | ---------------- | ----- | ---- |
| 1    | Renate Stecher        | Germania Est     | 22"96 | Q    |
| 2    | Raelene Boyle         | Australia        | 23"58 | Q    |
| 3    | Nadezhda Besfamilnaya | Unione Sovietica | 23"62 | Q    |
| 4    | Amelita Alanes        | Filippine        | 25"28 | Q    |
| 5    | Helen Olaye           | Nigeria          | 25"30 | Q    |
| 6    | Mabel Saeluzika       | Malawi           | 28"29 |      |

| Pos. | Atleta             | Nazione        | Tempo | Nota |
| ---- | ------------------ | -------------- | ----- | ---- |
| 1    | Anne Kroniger      | Germania Ovest | 23"37 | Q    |
| 2    | Wilma van den Berg | Paesi Bassi    | 23"86 | Q    |
| 3    | Della James        | Gran Bretagna  | 23"97 | Q    |
| 4    | Hannah Afriyie     | Ghana          | 24"38 | Q    |
| 5    | María Luisa Vilca  | Perù           | 24"46 | Q    |
| 6    | Josefa Vicent      | Uruguay        | 25"09 | q    |
| 7    | Meas Kheng         | Cambogia       | 25"86 |      |

| Pos. | Atleta              | Nazione           | Tempo | Nota |
| ---- | ------------------- | ----------------- | ----- | ---- |
| 1    | Ellen Streidt       | Germania Est      | 23"54 | Q    |
| 2    | Pam Greene          | Stati Uniti       | 23"96 | Q    |
| 3    | Una Morris          | Giamaica          | 23"99 | Q    |
| 4    | Pirjo Wilmi-Häggman | Finlandia         | 24"16 | Q    |
| 5    | Rose Musani         | Uganda            | 25"37 | Q    |
| 6    | Laura Pierre        | Trinidad e Tobago | 26"32 |      |

| Pos. | Atleta            | Nazione        | Tempo | Nota |
| ---- | ----------------- | -------------- | ----- | ---- |
| 1    | Irena Szewińska   | Polonia        | 23"37 | Q    |
| 2    | Christiane Krause | Germania Ovest | 23"51 | Q    |
| 3    | Jackie Thompson   | Stati Uniti    | 23"67 | Q    |
| 4    | Karoline Käfer    | Austria        | 24"42 | Q    |
| 5    | Russel Carrero    | Nicaragua      | 28"02 | Q    |

| Pos. | Atleta             | Nazione          | Tempo | Nota |
| ---- | ------------------ | ---------------- | ----- | ---- |
| 1    | Marina Sidorova    | Unione Sovietica | 23"46 | Q    |
| 2    | Sylviane Telliez   | Francia          | 23"51 | Q    |
| 3    | Christina Heinich  | Germania Est     | 23"90 | Q    |
| 4    | Margaret Critchley | Gran Bretagna    | 24"04 | Q    |
| 5    | Marcia Trotman     | Barbados         | 24"06 | Q    |
| 6    | Beatrice Lungu     | Zambia           | 25"11 |      |
| 7    | Fatima El-Faquir   | Marocco          | 25"27 |      |

### Quarti di finale
| Pos. | Atleta                | Nazione          | Tempo | Nota |
| ---- | --------------------- | ---------------- | ----- | ---- |
| 1    | Irena Szewińska       | Polonia          | 22"79 | Q    |
| 2    | Nadezhda Besfamilnaya | Unione Sovietica | 23"20 | Q    |
| 3    | Christina Heinich     | Germania Est     | 23"23 | Q    |
| 4    | Barbara Ferrell       | Stati Uniti      | 23"30 | Q    |
| 5    | Una Morris            | Giamaica         | 23"62 |      |
| 6    | Marcia Trotman        | Barbados         | 24"00 |      |
| 7    | Amelita Alanes        | Filippine        | 24"98 |      |
| -    | Josefa Vicent         | Uruguay          |       | NP   |

| Pos. | Atleta             | Nazione        | Tempo | Nota |
| ---- | ------------------ | -------------- | ----- | ---- |
| 1    | Ellen Streidt      | Germania Est   | 22"93 | Q    |
| 2    | Alice Annum        | Ghana          | 22"95 | Q    |
| 3    | Wilma van den Berg | Paesi Bassi    | 23"22 | Q    |
| 4    | Christiane Krause  | Germania Ovest | 23"22 | Q    |
| 5    | Della James        | Gran Bretagna  | 23"72 |      |
| 6    | Juana Mosquera     | Colombia       | 24"00 |      |
| 7    | María Luisa Vilca  | Perù           | 24"48 |      |
| 8    | Rose Musani        | Uganda         | 25"28 |      |

| Pos. | Atleta           | Nazione       | Tempo | Nota |
| ---- | ---------------- | ------------- | ----- | ---- |
| 1    | Renate Stecher   | Germania Est  | 23"31 | Q    |
| 2    | Rosie Allwood    | Giamaica      | 23"33 | Q    |
| 3    | Sylviane Telliez | Francia       | 23"69 | Q    |
| 4    | Donna Murray     | Gran Bretagna | 23"69 | Q    |
| 5    | Pam Greene       | Stati Uniti   | 23"85 |      |
| 6    | Karoline Käfer   | Austria       | 23"92 |      |
| 7    | Hannah Afriyie   | Ghana         | 24"47 |      |
| -    | Russel Carrero   | Nicaragua     |       | NP   |

| Pos. | Atleta              | Nazione          | Tempo | Nota |
| ---- | ------------------- | ---------------- | ----- | ---- |
| 1    | Raelene Boyle       | Australia        | 23"06 | Q    |
| 2    | Anne Kroniger       | Germania Ovest   | 23"14 | Q    |
| 3    | Jackie Thompson     | Stati Uniti      | 23"22 | Q    |
| 4    | Marina Sidorova     | Unione Sovietica | 23"33 | Q    |
| 5    | Pirjo Wilmi-Häggman | Finlandia        | 23"68 |      |
| 6    | Margaret Critchley  | Gran Bretagna    | 24"05 |      |
| 7    | Carolina Rieuwpassa | Indonesia        | 25"03 |      |
| 8    | Helen Olaye         | Nigeria          | 25"09 |      |

### Semifinali
| Pos. | Atleta             | Nazione          | Tempo | Nota |
| ---- | ------------------ | ---------------- | ----- | ---- |
| 1    | Ellen Streidt      | Germania Est     | 22"90 | Q    |
| 2    | Raelene Boyle      | Australia        | 22"92 | Q    |
| 3    | Irena Szewińska    | Polonia          | 22"92 | Q    |
| 4    | Rosie Allwood      | Giamaica         | 23"14 | Q    |
| 5    | Christiane Krause  | Germania Ovest   | 23"17 |      |
| 6    | Jackie Thompson    | Stati Uniti      | 23"18 |      |
| 7    | Marina Sidorova    | Unione Sovietica | 23"40 |      |
| -    | Wilma van den Berg | Paesi Bassi      |       | NP   |

| Pos. | Atleta                | Nazione          | Tempo | Nota |
| ---- | --------------------- | ---------------- | ----- | ---- |
| 1    | Renate Stecher        | Germania Est     | 22"83 | Q    |
| 2    | Anne Kroniger         | Germania Ovest   | 23"03 | Q    |
| 3    | Christina Heinich     | Germania Est     | 23"28 | Q    |
| 4    | Alice Annum           | Ghana            | 23"30 | Q    |
| 5    | Nadezhda Besfamilnaya | Unione Sovietica | 23"31 |      |
| 6    | Sylviane Telliez      | Francia          | 23"34 |      |
| 7    | Barbara Ferrell       | Stati Uniti      | 23"39 |      |
| 8    | Donna Murray          | Gran Bretagna    | 24"03 |      |

### Finale
| Pos.    | Corsia | Atleta            | Età | Nazione        | Tempo | Nota            |
| ------- | ------ | ----------------- | --- | -------------- | ----- | --------------- |
| Oro     | 6      | Renate Stecher    | 22  | Germania Est   | 22"40 | Record mondiale |
| Argento | 4      | Raelene Boyle     | 21  | Australia      | 22"45 |                 |
| Bronzo  | 5      | Irena Szewińska   | 26  | Polonia        | 22"74 |                 |
| 4       | 3      | Ellen Streidt     | 20  | Germania Est   | 22"75 |                 |
| 5       | 7      | Christina Heinich | 23  | Germania Est   | 22"89 |                 |
| 6       | 1      | Anne Kroniger     | 19  | Germania Ovest | 22"89 |                 |
| 7       | 8      | Alice Annum       | 23  | Ghana          | 22"99 |                 |
| 8       | 2      | Rosie Allwood     | 19  | Giamaica       | 23"11 |                 |